# Мозамбик на летних Олимпийских играх 2004
Мозамбик принимал участие в Летних Олимпийских играх 2004 года в Афинах (Греция) в седьмой раз за свою историю, но не завоевал ни одной медали. Сборную страны представляли 4 спортсмена: две женщины и двое мужчин; они соревновались в плавании и лёгкой атлетике. Знаменосцем сборной был Курт Коуту.

## Результаты

### Лёгкая атлетика
Олимпийская чемпионка Мария Мутола на этой Олимпиаде в забеге на 800 метров стала лишь четвёртой.
Курт Коуту участвовал в забеге на 400 метров с барьерами, но не вышел в финал.

### Плавание
Женщины
Эрмелинда Замба в отборочном заплыве показала лучшее время в своей группе, но не вышла в финал. Итоговое место 55.
| Соревнование             | Место в группе | Дорожка | Спортсменка           | Время |
| ------------------------ | -------------- | ------- | --------------------- | ----- |
| 50 метров вольным стилем | 1              | 6       | Эрмелинда Замба (MOZ) | 29,34 |

Мужчины
Леонель душ Сантуш Матонсе в отборочном заплыве показал 3 место в группе и не вышел в финал. Итоговое место 65.
| Соревнование              | Место в группе | Дорожка | Спортсмен             | 50 м  | Время |
| ------------------------- | -------------- | ------- | --------------------- | ----- | ----- |
| 100 метров вольным стилем | 3              | 7       | Леонель Матонсе (MOZ) | 27,35 | 57,79 |